# Pilea dolichocarpa
Pilea dolichocarpa är en nässelväxtart som beskrevs av C.J. Chen. Pilea dolichocarpa ingår i släktet pileor, och familjen nässelväxter. Inga underarter finns listade i Catalogue of Life.